# Dargida jucunda
Dargida jucunda är en fjärilsart som beskrevs av Mssn 1890. Dargida jucunda ingår i släktet Dargida och familjen nattflyn. Inga underarter finns listade i Catalogue of Life.